# Støvring Højskole
Støvring Højskole var en højskole i Støvring by på kanten af Rebild Bakker og Rold Skov. Skolen eksisterede fra 1886 til 2009. Skolen flyttede til sin placering på Hobrovej i 1925. Skolen rummede en gammel frimenighedskirke, som var indrettet med musiksal til sang, kammermusik og mindre ensembler.
Støvring Højskole tilbød et studiefremmende miljø, hvor elever kan styrke deres kompetencer indenfor musik, skuespilkunst samt indenfor film og kultur & kommunikation. 
I februar 2009 blev skolen ændret til en sundheds- og livstilshøjskole. I maj måned samme år bekendtgjorde Undervisningsministeriet at højskolens kursus fra februar og frem ikke længere er tilskudsberettiget. Der tilbydes fortsat undervisning i højskolens lokaler. I sommeren 2009 gik skolen konkurs.
Bygningerne er kommunalt ejet, og der har været planer om at etablere en efterskole i bygningerne. Disse planer blev siden skrinlagt.
Alle bygninger på nær hovedbygningen blev nedrevet i 2013, for at skabe plads til en ny forvaltningsbygning for Rebild Kommune, der opførtes som erstatning for forvaltningsbygningerne i Støvring midtby.

## Forstandere
Denne liste er ufuldstændig; hjælp gerne med at udfylde den.
- 1978-?: Aage Laumark-Møller
- august 2007- januar 2009: Vagn Egon Jørgensen/Tina Buchholtz